# Handschriftencollectie van G.J. Boekenoogen
De Handschriftencollectie van G.J. Boekenoogen is een verzameling van 9.356 Nederlandstalige liedjes. Deze volksliedjes, grotendeels kinderliedjes, werden in de periode 1891-1930 verzameld door taal- en letterkundige Gerrit Jacob Boekenoogen (1868-1930).

## Over de verzameling
De verzameling is de grootste en oudste verzameling met volksliedjes die uit de volksmond werden opgetekend, die in het bezit is van het Meertens Instituut. De verzamelingen vertegenwoordigen een belangrijke cultuur-historische waarde, omdat ze een deel van de Nederlandse orale cultuur hebben vastgelegd.
Boekenoogen tekende zelf voornamelijk liedjes op in de Zaanstreek (Noord-Holland). Daarnaast plaatste hij in de jaren 1891-94 oproepen in kranten en tijdschriften, met het verzoek om liedjes op te sturen. Vrijwel alle inzendingen betroffen enkel tekst, zonder muzieknotatie. In 1893 publiceerde hij een artikel getiteld 'Onze rijmen' in het literaire tijdschrift De Gids.
De handschriftencollectie is in het bezit van het Meertens Instituut in Amsterdam en werd ontsloten in de Nederlandse Liederenbank. Hierin zijn 9.355 liedjes en varianten beschreven, waarvan 33 met muzieknotatie.

## Liedjes in de handschriftencollectie Boekenoogen
Voor veel traditionele liedjes is de Handschriftencollectie van G.J. Boekenoogen de oudste vindplaats, of een van de oudste vindplaatsen. Het lied kan tientallen jaren ouder zijn, en voorlopers van het liedje kunnen zelfs nog ouder zijn, maar de verzameling geeft in ieder geval bij benadering de minimale ouderdom van het liedje aan.
Voorbeelden van liedjes in de Collectie Boekenoogen:
- A, b, c, d, e, f, g / meester de jongens nemen knikkers mee
- A B C de kat gaat mee / De hond blijft thuis
- Aake baake / Boonestaake
- Aaltje zat op 't paaltje / 't Paaltje brak
- Aan d'oever van een snelle vliet / Een treurend meisje zat
- Abrikozen Mientje / Moeder wat moet ik doen
- Adam en Eva / Die zaten op een stoepje
- Alle eendjes zwemmen in het water / falderalderiere
- Amen, biesie, bamen / De kat zal kramen
- Amsterdam, die groote stad / Is gebouwd op palen
- Berend Botje ging uit varen
- Daar heb je een daalder / Ga naar de markt, koop een koe
- Daar komt onze pinksterbloem / Daar komt zij aangetreden
- Dans Nonneke dans / Dan zal ik je geven een man
- Goedenavond Speelman / Mamaatje laat vragen
- Groene zwanen, witte zwanen / Wie wil meê naar Engeland varen
- Grootvader heeft visch gekocht / De knecht die heeft ze thuis gebrocht
- Haken en oogen / Tikke takke toogen
- Handje klap / En een klapje toe
- Hansje Poesje Nelletje / Waar ben je toch geweest
- 'k Heb daar een rood, rood spiegeltje gevonden / 'k Heb het al om mijn halsje gebonden
- 'k Heb een jasje gekocht / Naar de lommerd gebrocht
- Hoe is het hier zoo glis glas / Al onder mijne voeten
- Hoe zaait de boer zijn koren, zijn koren / zoo zaait de boer zijn koren ja
- Hollebolle Gijs zat op den wagen / hollebolle Gijs zat hout te zagen
- Hop, hop, hop, mijn paardje / Dat gaat naar de stal
- Hop, hop, hop / Paardje in galop
- Iene miene mutte / Tien pond grutte
- Ju, ju paardje / Met je vlassen staartje
- Klein Kobusje liet zijn paarden beslaan / Hij liet ze op hooge bergen staan
- Moeder onze meid is altijd ziek / Midden in de week, maar Zondags niet
- Naar bed, naar bed, zei Duimelot / Eerst nog wat eten, zei Likkepot